# Zandka
Zandka – dzielnica Zabrza, ustanowiona 17 września 2012 roku, liczy niemal 2,5 tys. mieszkańców.

## Położenie
Dzielnica Zandka ma powierzchnię 1 km², znajduje się w centrum miasta. Od południa dzielnica graniczy z linią kolejową, od wschodu z terenami zielonymi, od północy z siedzibą Urzędu Skarbowego i boiskiem, a od zachodu z targowiskiem. Dzielnica graniczy z Centrum Południem od południa, z Biskupicami od północy i wschodu i z Centrum Północą od północy i zachodu. Granice dzielnicy przebiegają wzdłuż ulic: Antoniego Lazara, Antoniego Tomeczka, Bytomskiej, Pawła Stalmacha oraz wzdłuż torowiska linii kolejowej Gliwice – Katowice.

## Historia
Początki osadnictwa w tej części miasta zwanej Małym Zabrzem sięgają 2. połowy XVIII wieku – Mathias von Wilczek zlecił w 1775 roku budowę kilkunastu domów dla kolonistów w pobliżu zabrzańskiego zamku – wówczas ten teren nazywano Kolonią Zamkową i miał on charakter wiejski. Po wyburzeniu zamku teren zaczęto nazywać Sandkolonie (Kolonia na Piaskach, potocznie Zandka, od niem. Sand – piasek bądź Piaski, Pioski) od marnej gleby, która tam występuje. Pierwszymi obiektami wzniesionymi pod koniec XIX wieku były budynek straży pożarnej (obecnie poza granicami dzielnicy) i budynek szkoły.
Wraz z rosnącą industrializacją Zabrza (powstaniem m.in. Huty Donnersmarcka) zwiększyło się zapotrzebowanie na mieszkania dla pracowników, dlatego w latach 1903–1922 zbudowano nowe osiedle na terenie Zandki w duchu miasta ogrodu dla pracowników tejże huty. Kompleks był przeznaczony dla robotników i urzędników, poza mieszkaniami obejmował bibliotekę (dziś siedziba Filharmonii Zabrzańskiej), kasyno (obecnie siedziba Teatru Nowego w Zabrzu), szkołę gospodarstwa domowego, basen kryty (obecnie galeria z restauracją) oraz salę gimnastyczną. Założono także Park Hutniczy przy hucie, będący pierwszym parkiem w obrębie Zabrza. W latach 1926–1927 budynek gospody został zaadaptowany na kościół. W 1927 roku wzniesiono eksperymentalny stalowy dom.
Podczas II wojny światowej zabudowania Zandki zostały częściowo uszkodzone w trakcie ataków, czego ślady można znaleźć przy ul. Krakusa 5. W 1945 roku żołnierze Armii Czerwonej podpalili kościół. W latach 60. XX wieku rozpoczęto wznoszenie nowego kościoła pw. Ducha Świętego, a także zainicjowano wznoszenie nowych budynków mieszkalnych w południowo-wschodniej części osiedla. Po transformacji systemowej i upadku Huty Zabrze większość mieszkań zmieniła swój status, a osiedle z braku nakładów finansowych stało się zaniedbane, uległo degradacji i jest postrzegane jako nieatrakcyjne miejsce do zamieszkania, jednak zachowało swój oryginalny układ przestrzenny.
Historyczny zespół zabudowy osiedla Zandka został wpisany 2 sierpnia 2012 roku do rejestru zabytków nieruchomych województwa śląskiego. Zandka jako dzielnica Zabrza została ustanowiona 17 września 2012 roku poprzez wydzielenie z obszaru dzielnicy Centrum Północ. Zandka liczy niemal 2,5 tys. mieszkańców (stan na 2012 rok), z czego 12% było bezrobotnych (stan na 2012 rok).

## Architektura
Obiekty historyczne:
- zabudowania gazowni (najstarsze budynki pochodzą z lat 70. XIX wieku)[15]
- zabytkowy cmentarz żydowski[16] założony w 1817 roku[8] (najstarsze nagrobki pochodzą z 1873 roku)[17]
- cmentarz ewangelicki (jeden z najstarszych nagrobków pochodzi z 1889 roku)[18]
- Szkoła Podstawowa nr 2 im. Jana Brzechwy z 1901 roku[19]
- dawne przedszkole (ul. Pawła Stalmacha / Cmentarna), obecnie siedziba Straży Miejskiej z 1912 roku[20]
- zabytkowy zespół zabudowy mieszkaniowej(inne języki) przy ul. Pawła Stalmacha (z 1912 roku), Krakusa (z lat 1909–1916), Antoniego Lazara i ks. Antoniego Tomeczka[21]
- stalowy dom z 1927 roku[22] przy ul. Cmentarnej[23]

Pozostałe obiekty:
- kościół pw. Ducha Świętego (budowany w latach 2011–2016)[24]
- boisko piłkarskie klubu KS Stal[25]

## Galeria

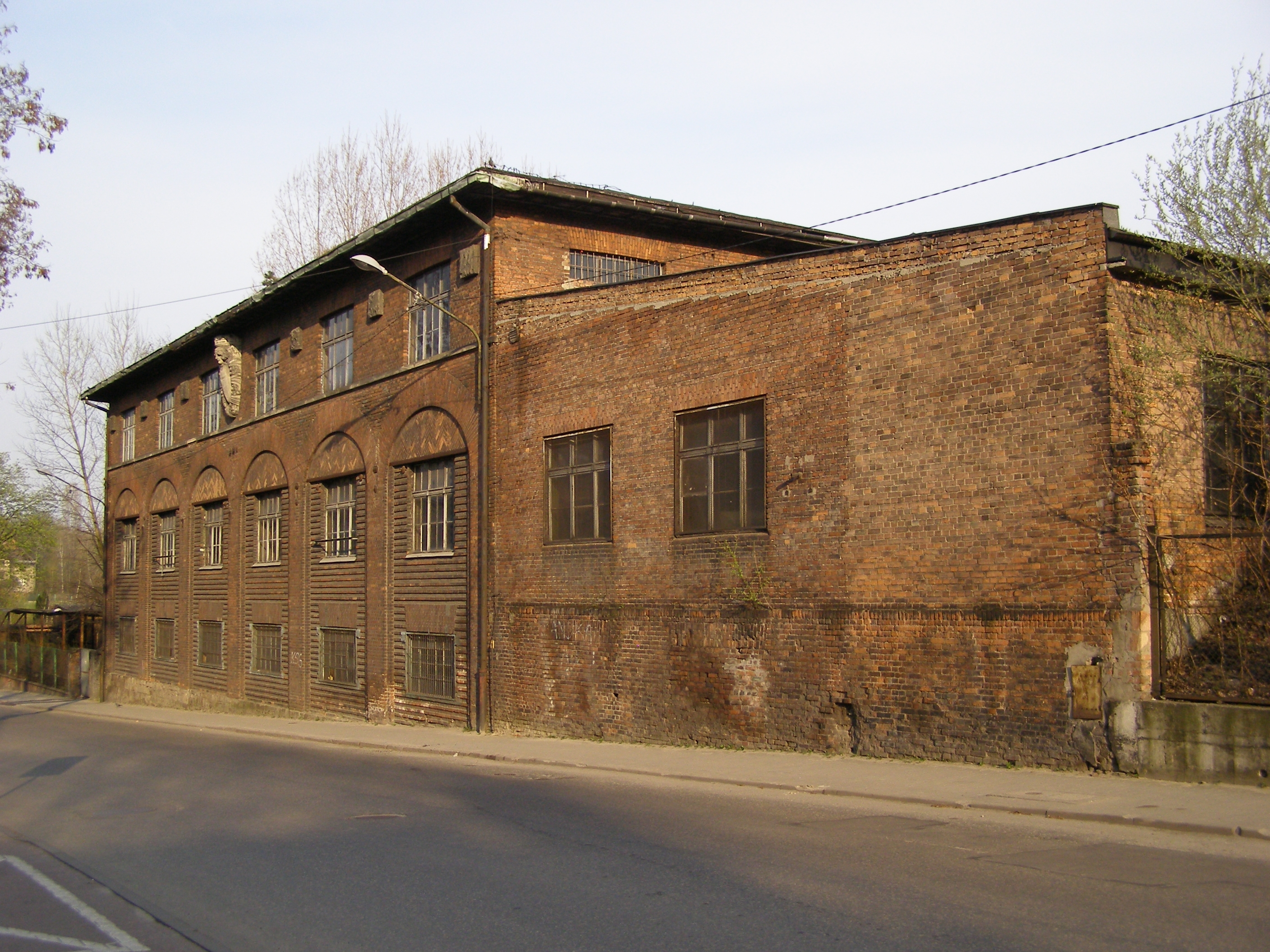
Budynek gazowni (2013)
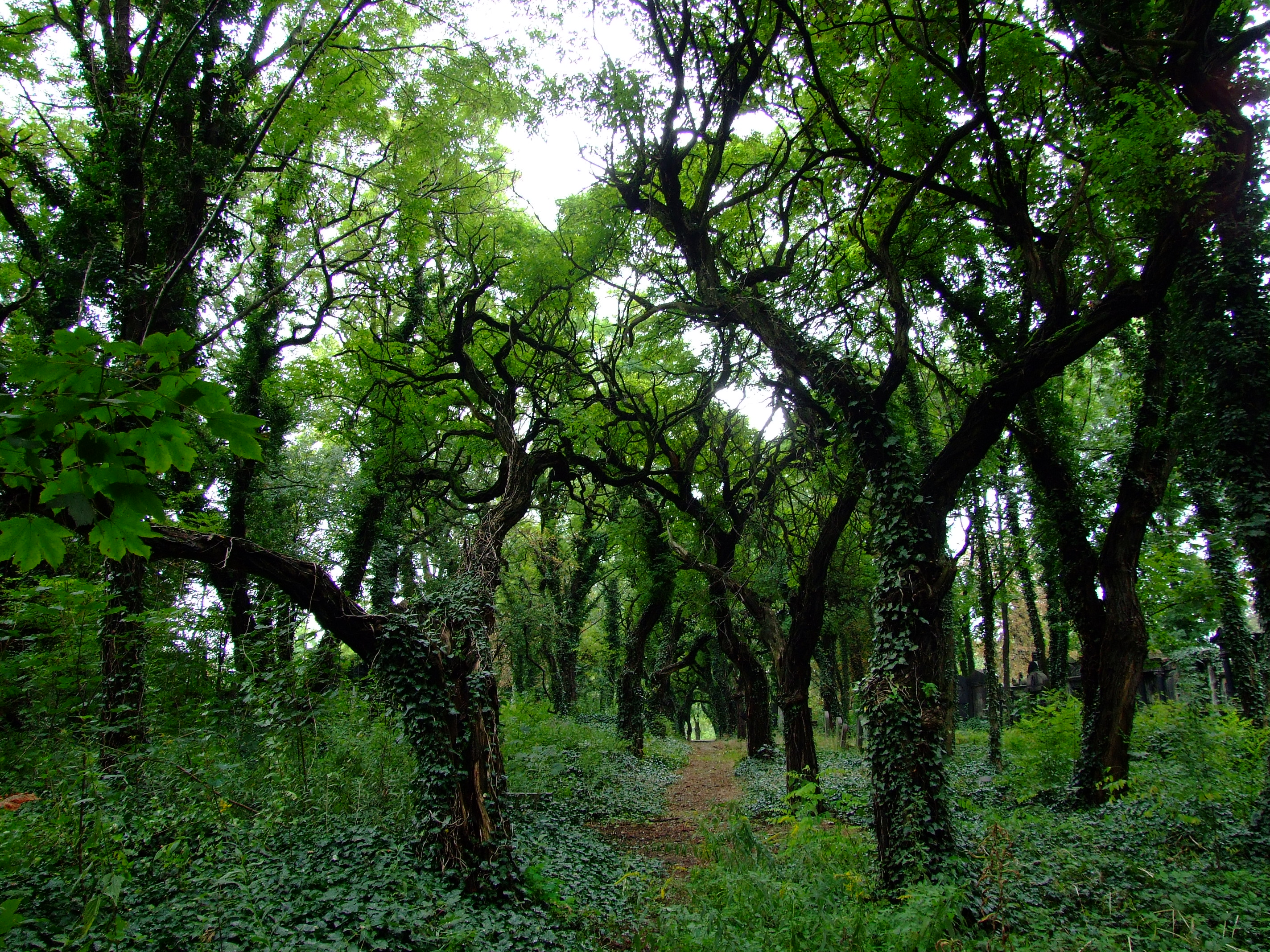
Cmentarz żydowski (2007)
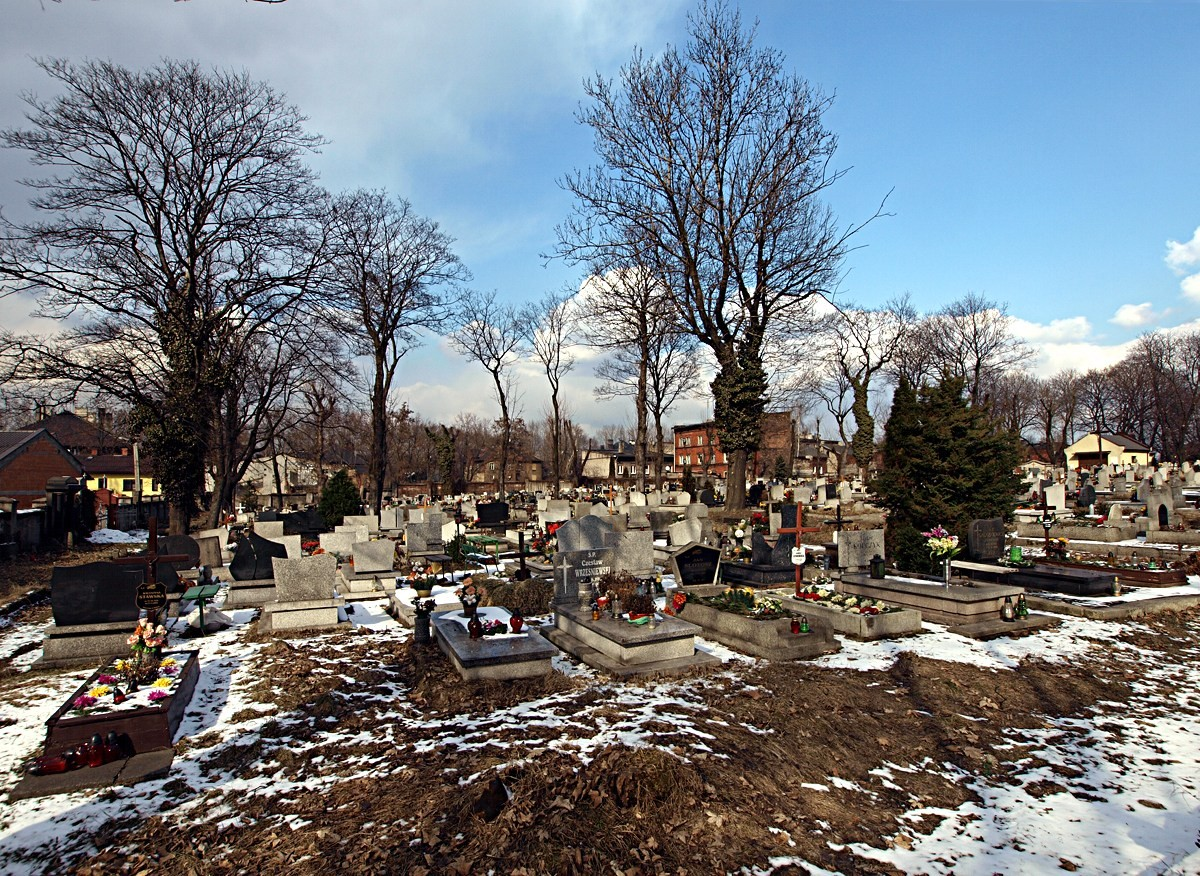
Cmentarz ewangelicki (2010)
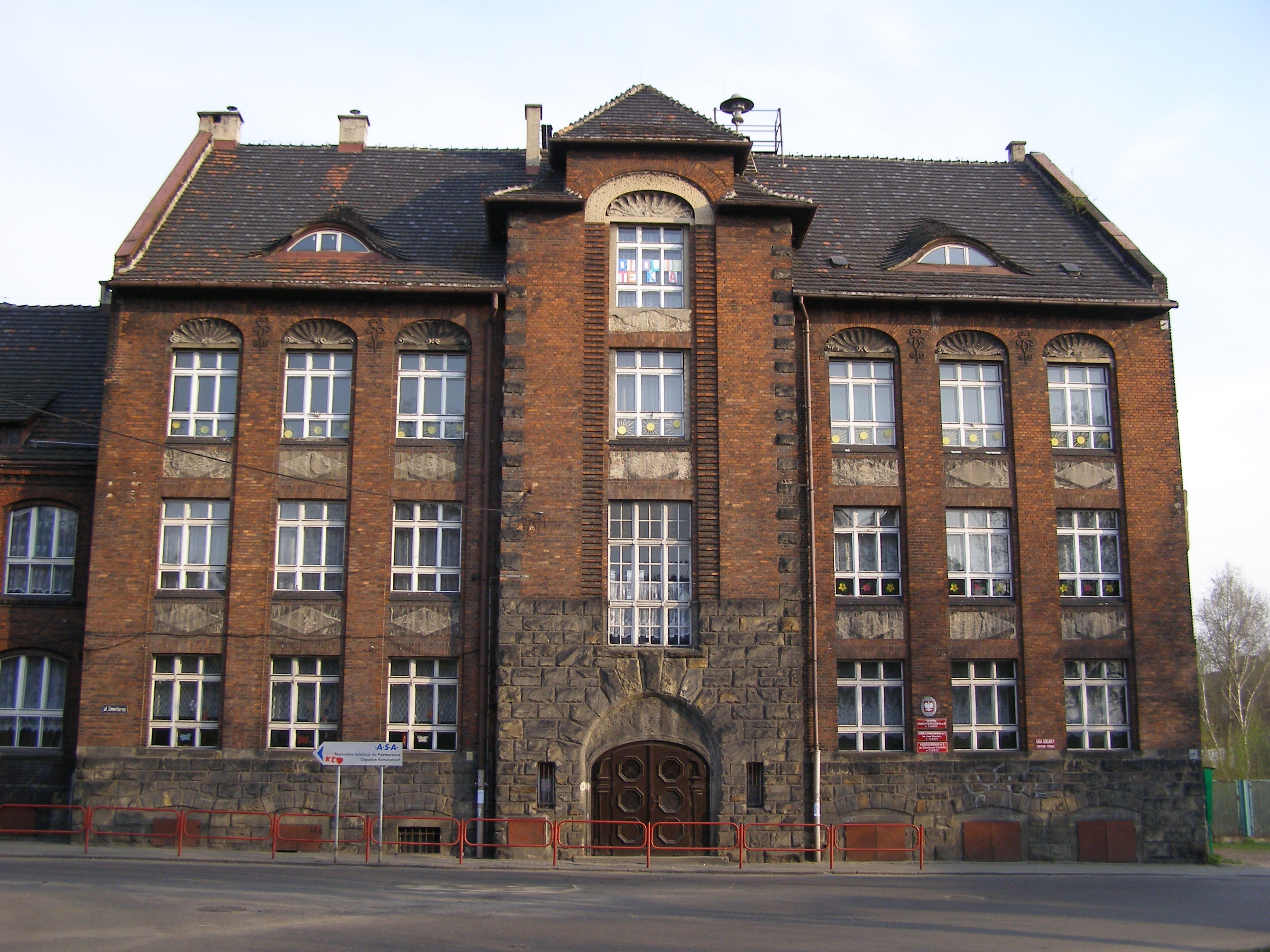
Budynek szkoły podstawowej nr 2 (2013)
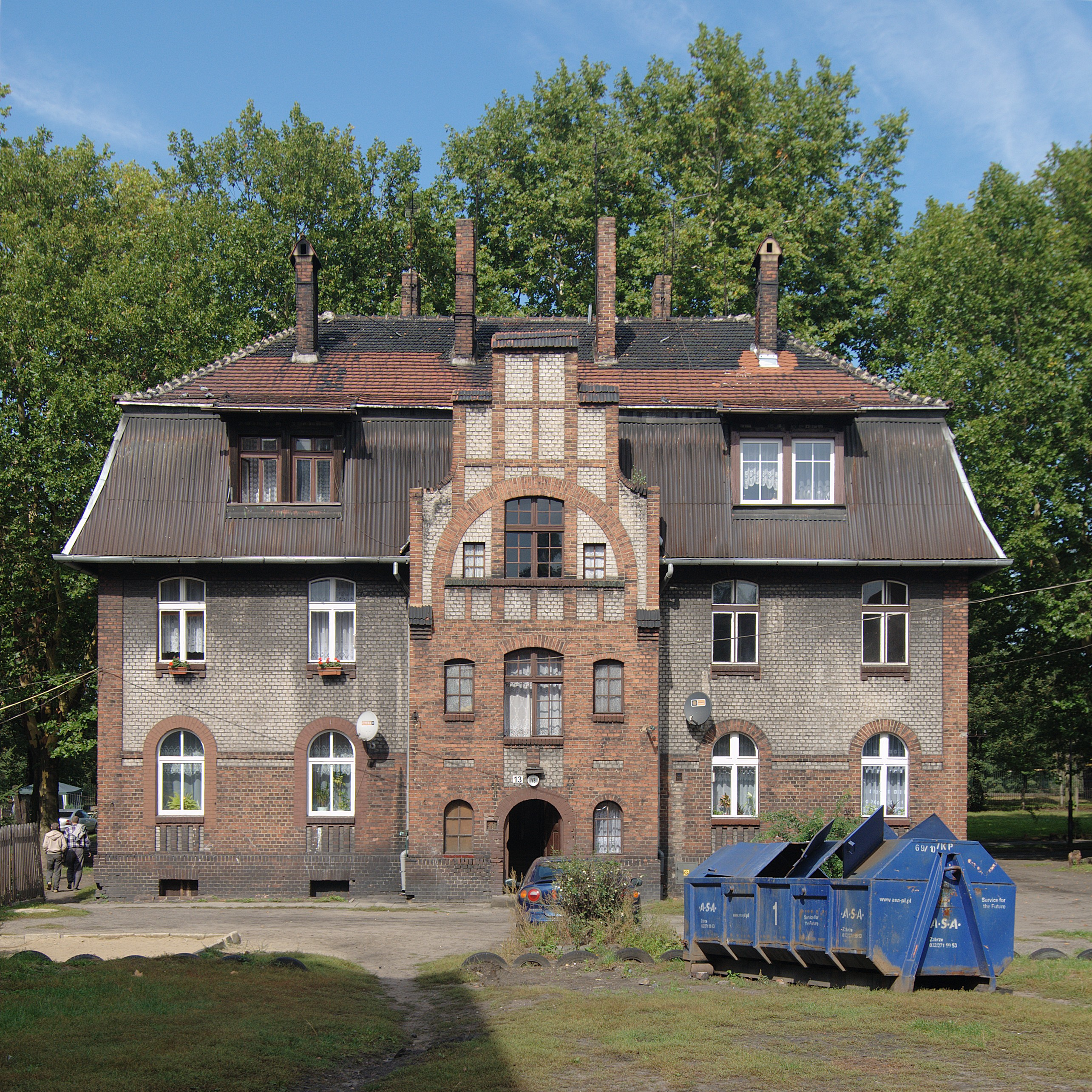
Ul. Krakusa 13 (2012)
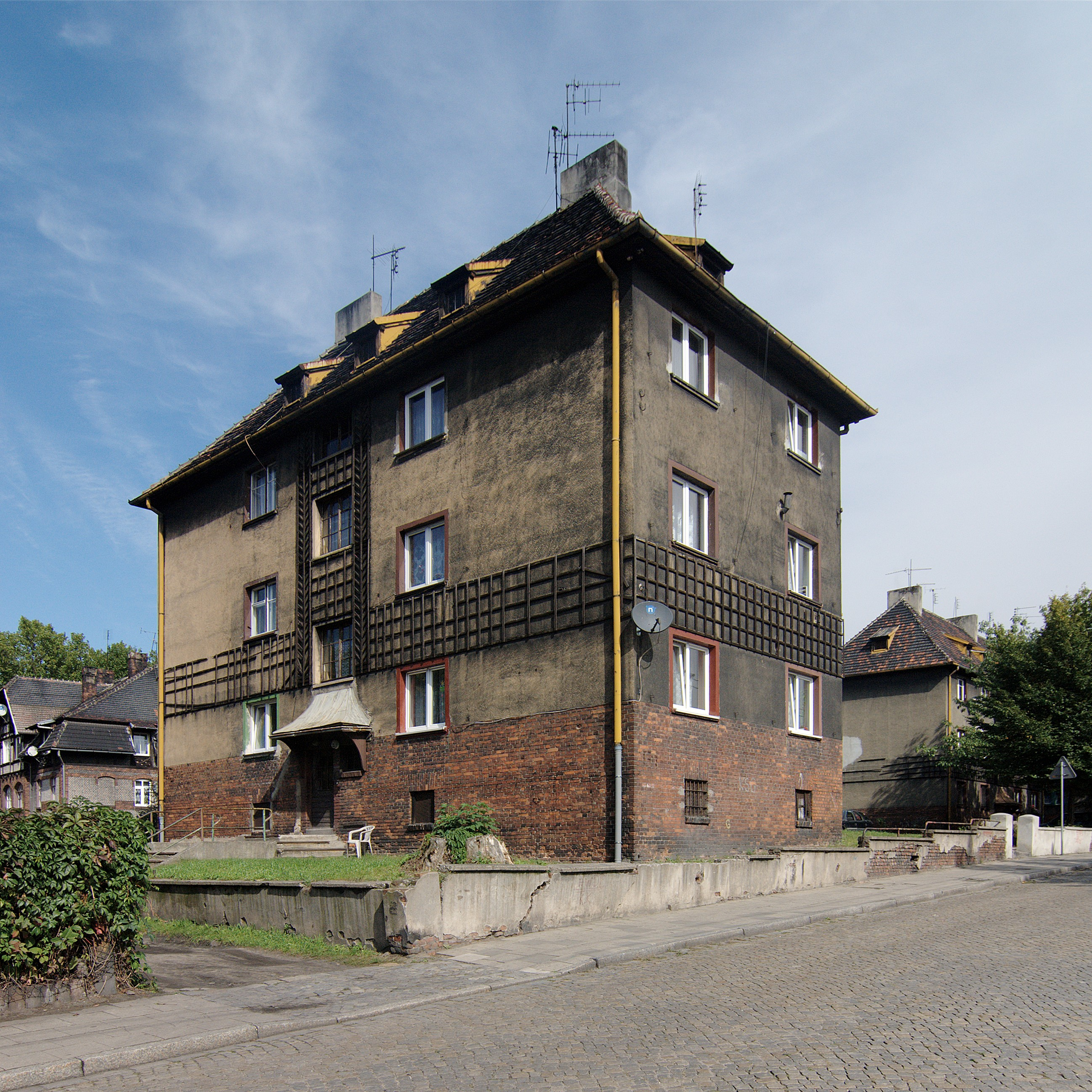
Ul. Norberta Bończyka 3-3a (2012)
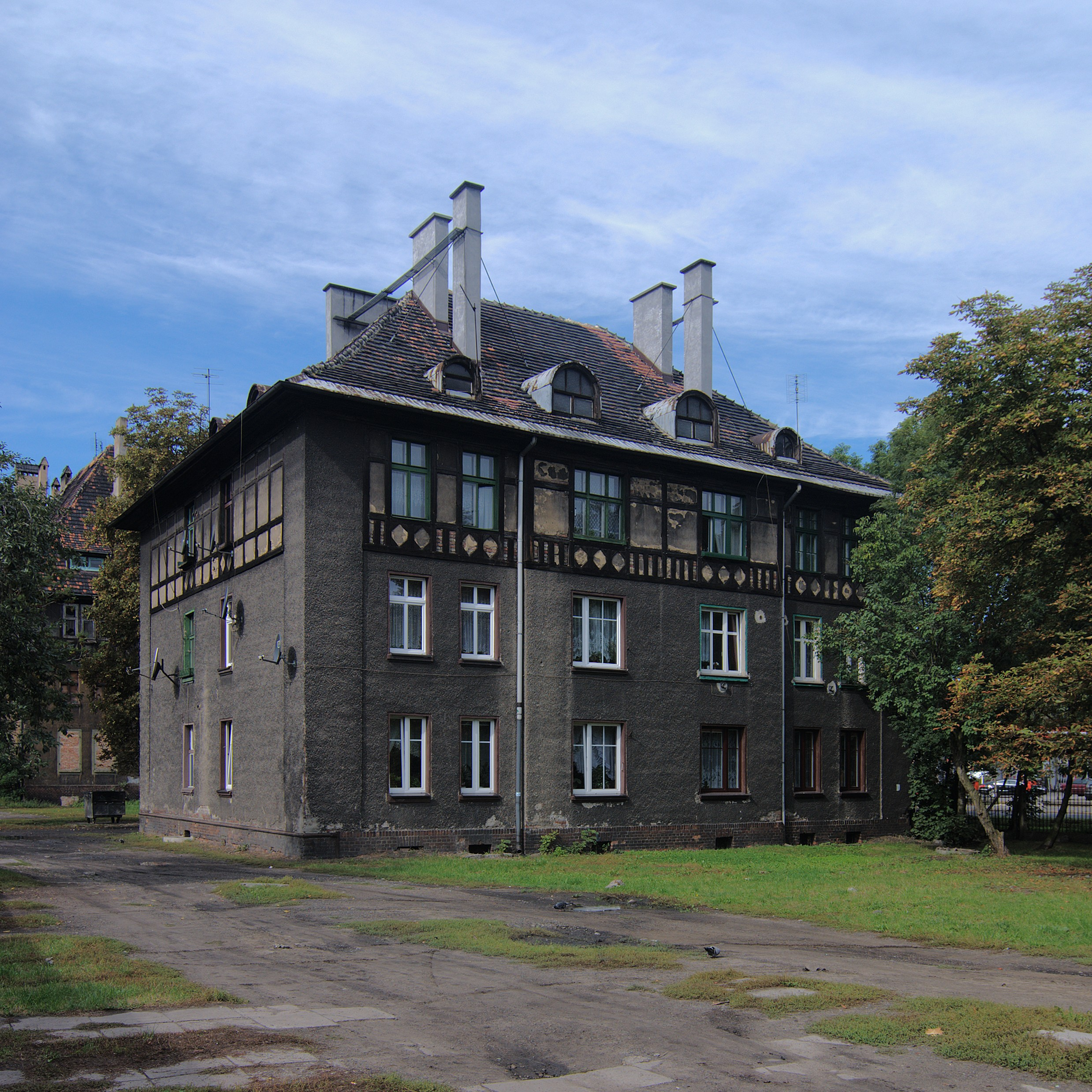
Ul. Bytomska 3 (2012)
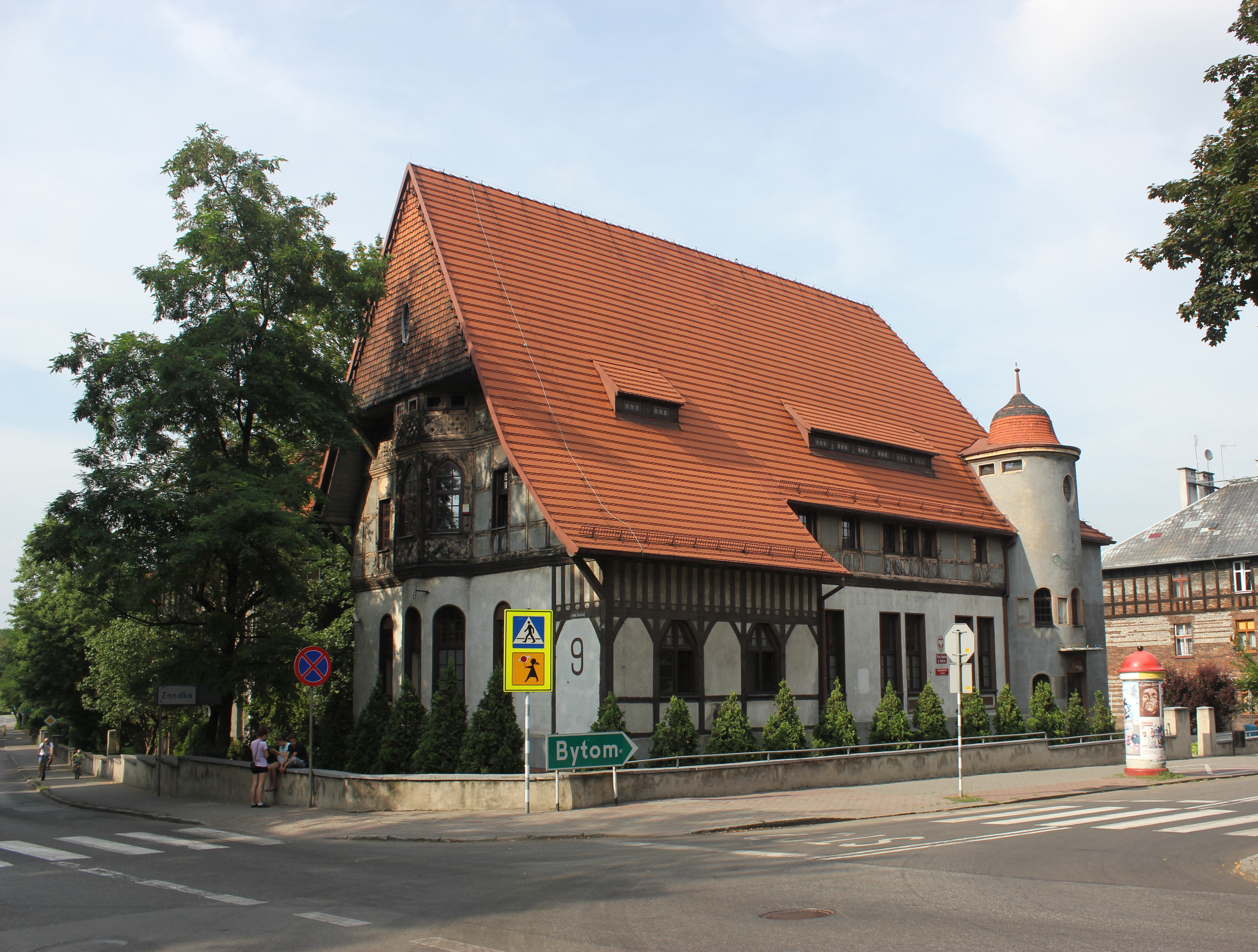
Dawne przedszkole (2016)
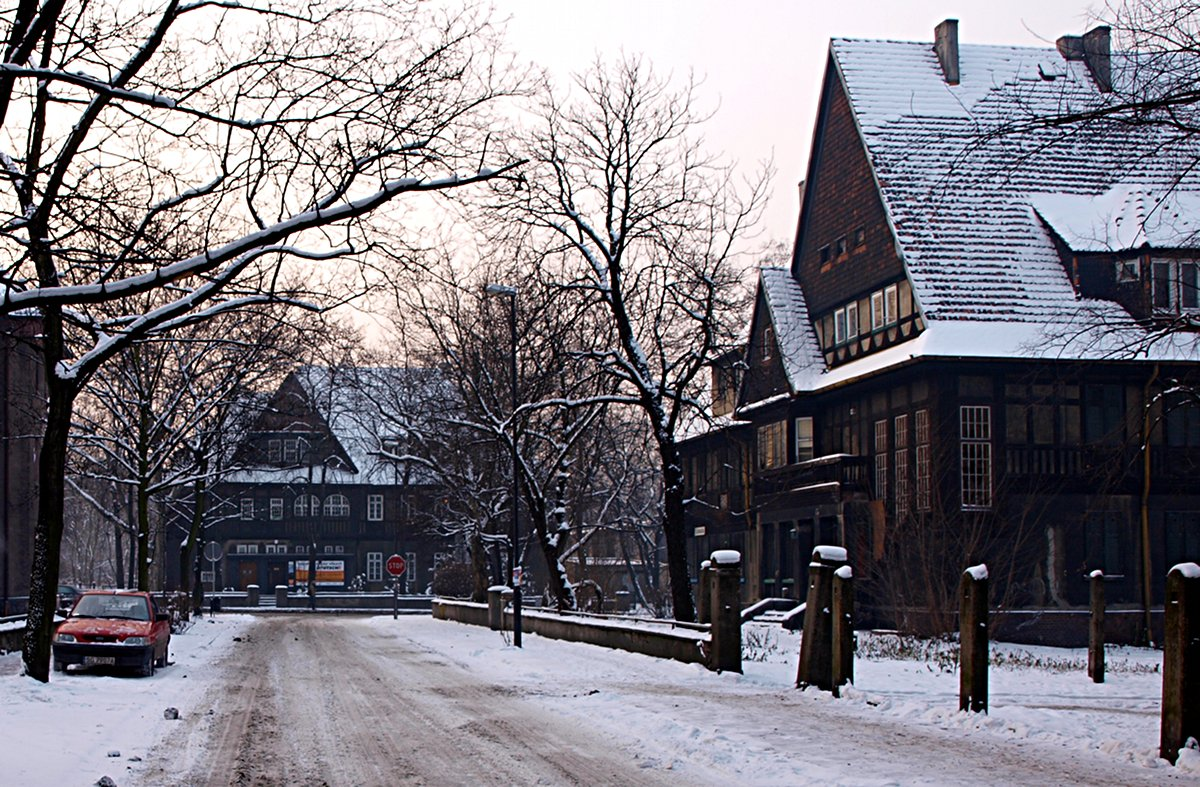
Ulica Pawła Stalmacha zimą
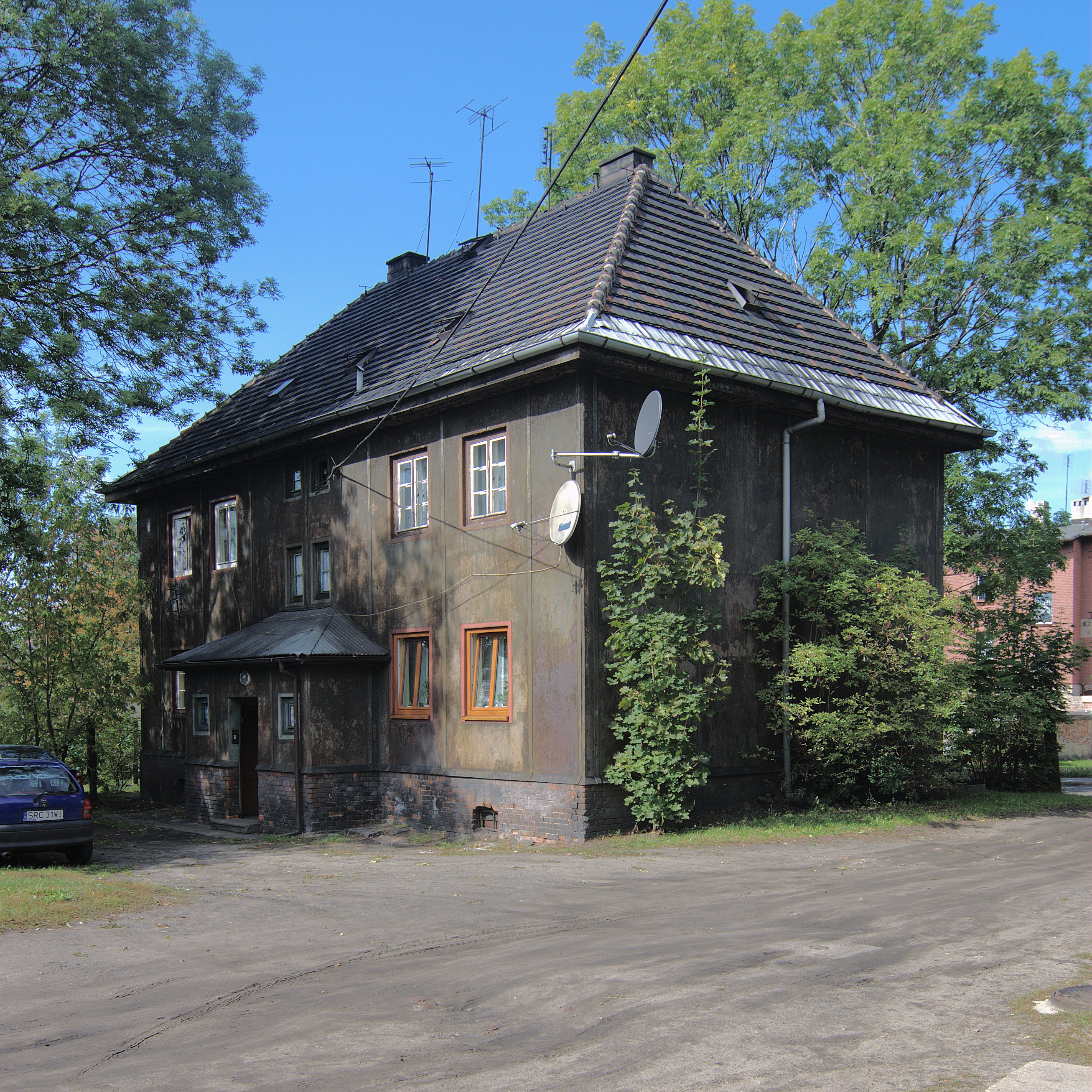
Stalowy dom (2012)
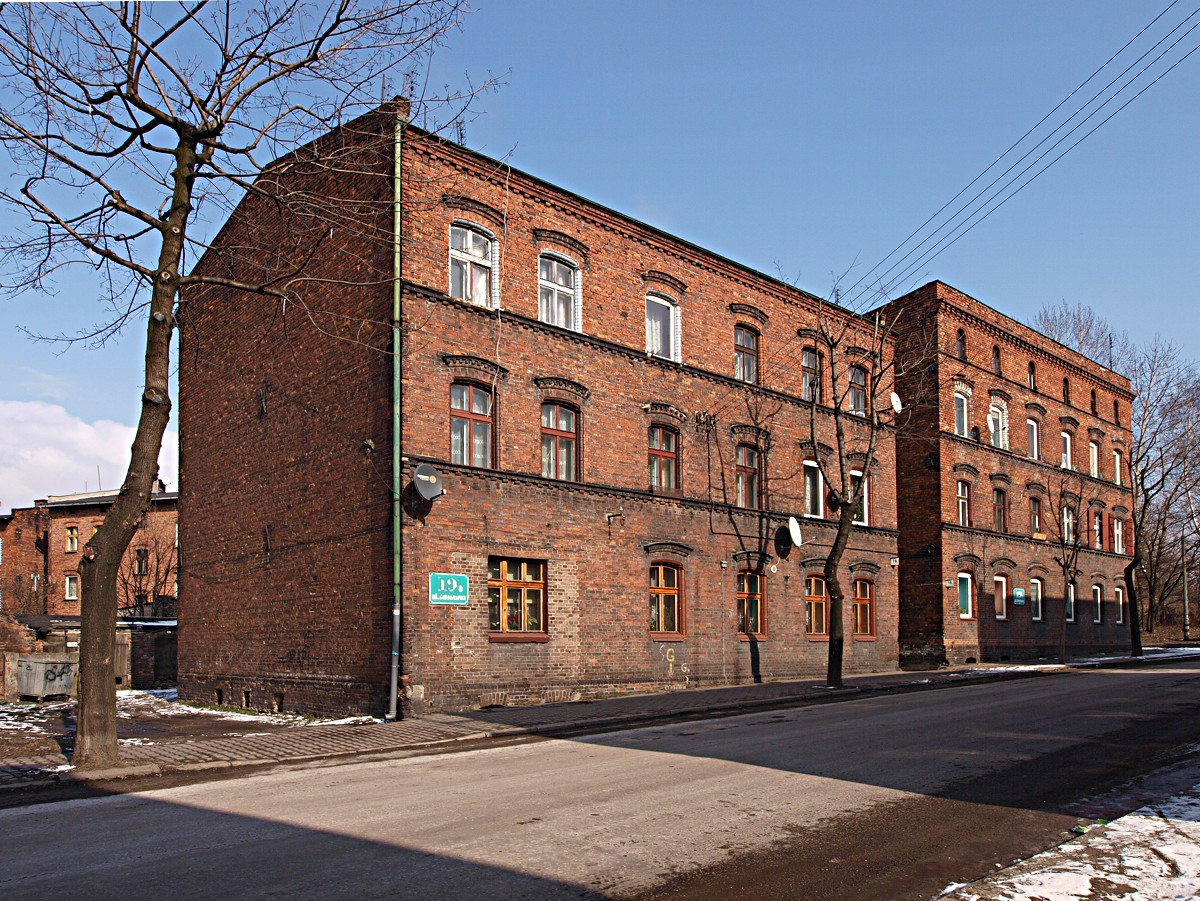
Ul. Cmentarna 19a-b (2010)
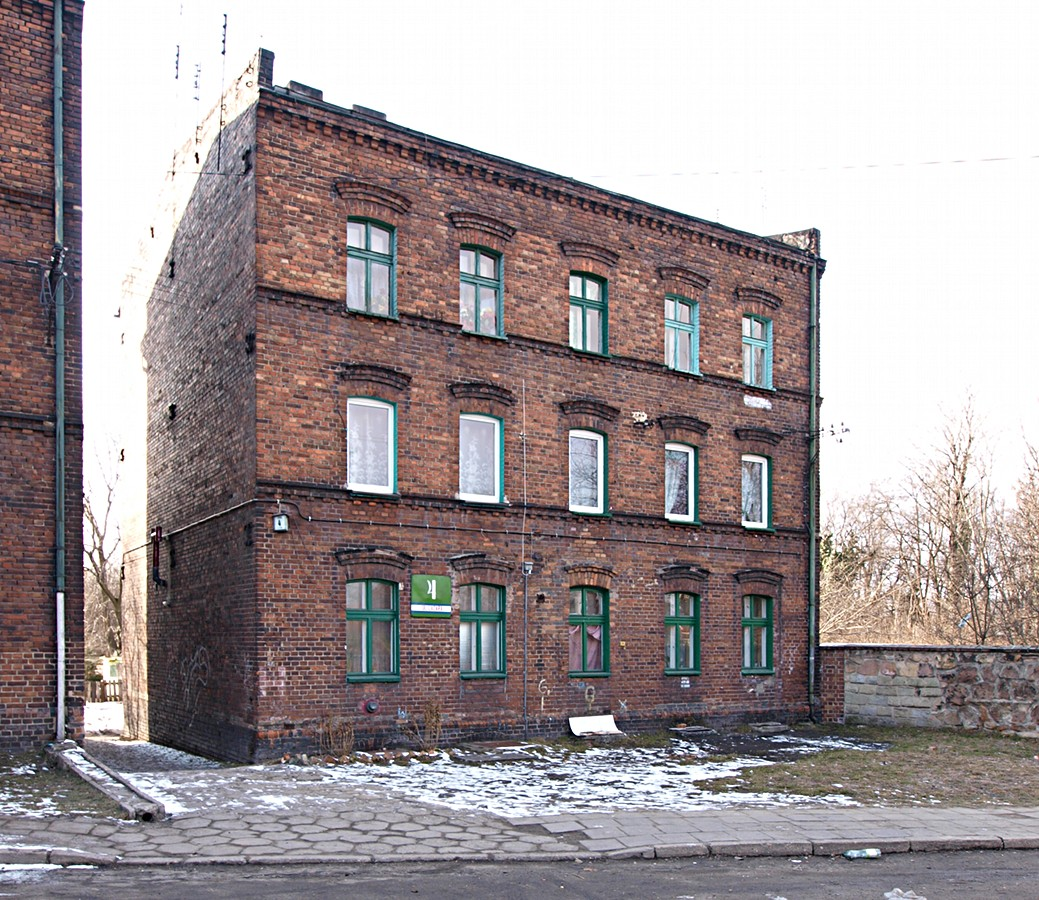
Ul. Antoniego Lazara 4 (2010)
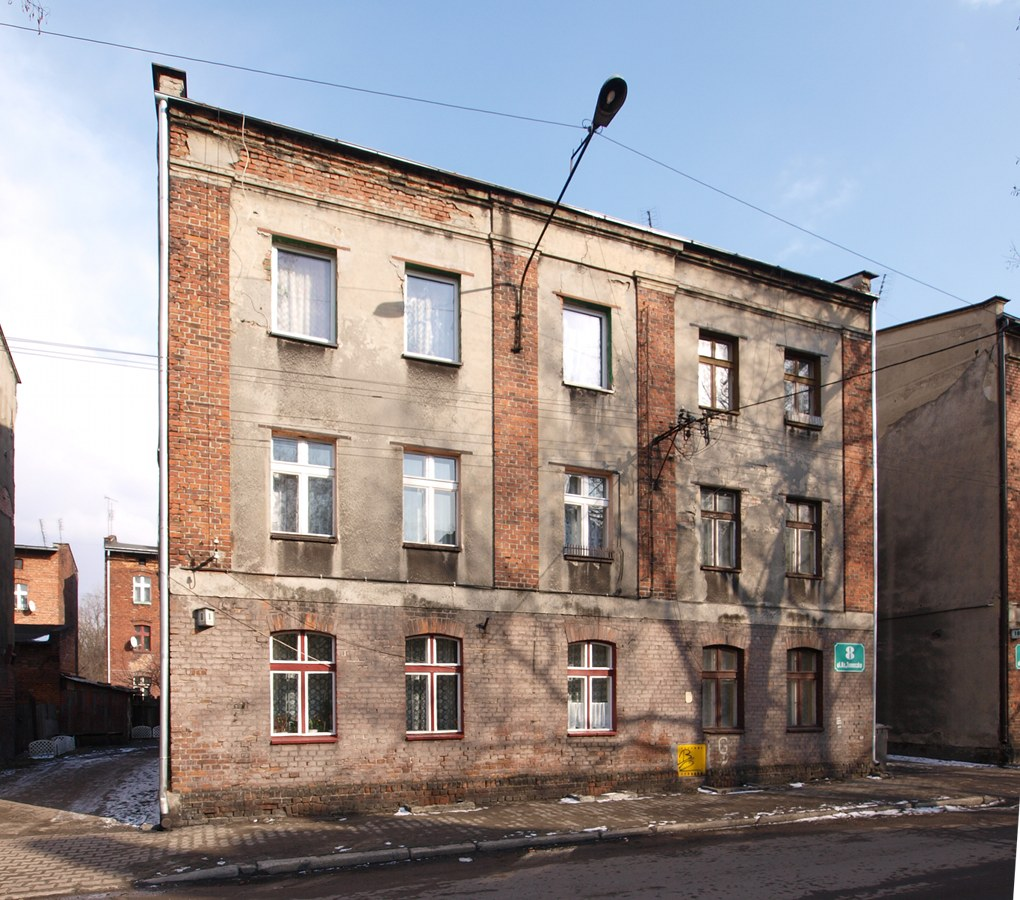
Ul. ks. Antoniego Tomeczka 8 (2010)
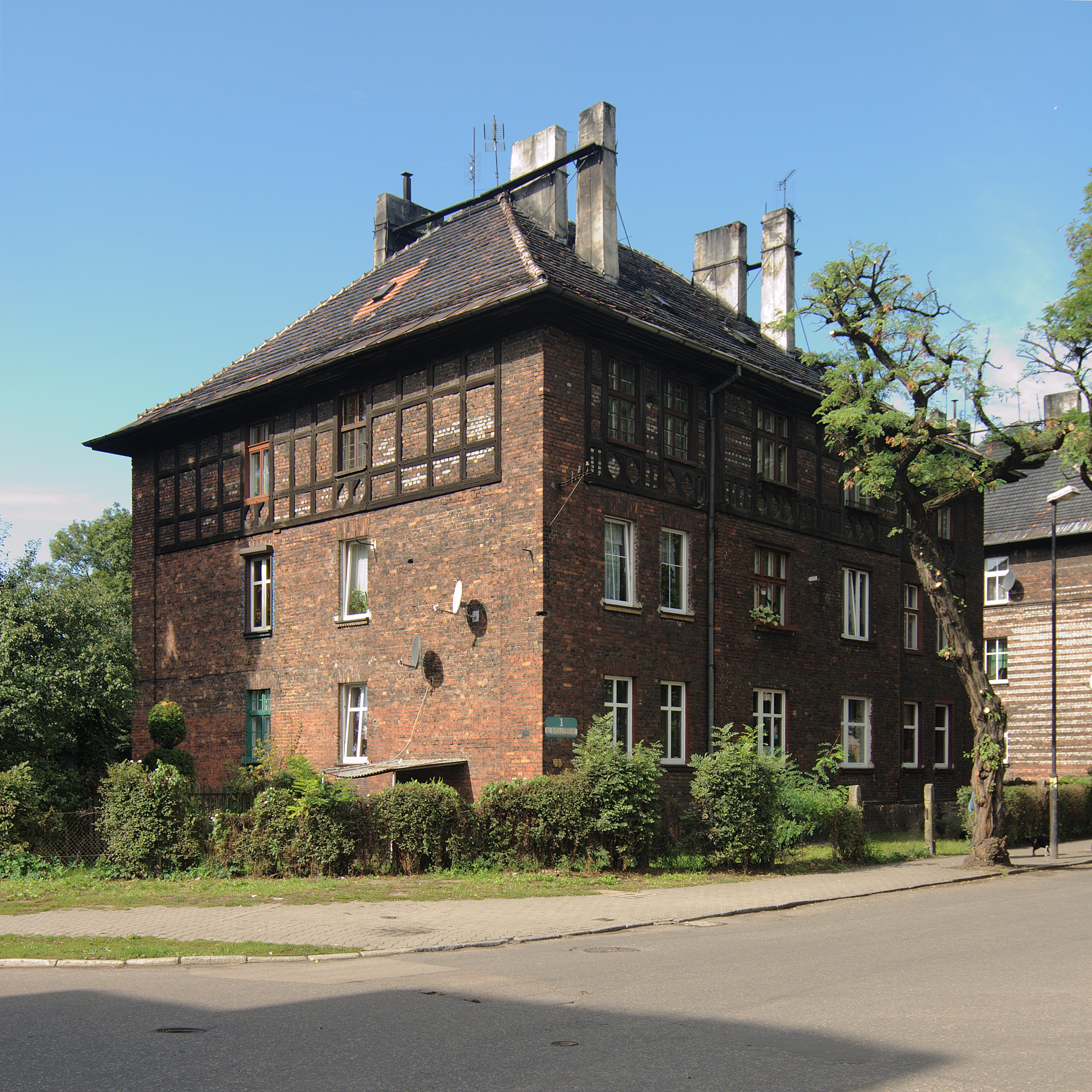
Ul. Franciszka Siedleckiego 1 (2012)
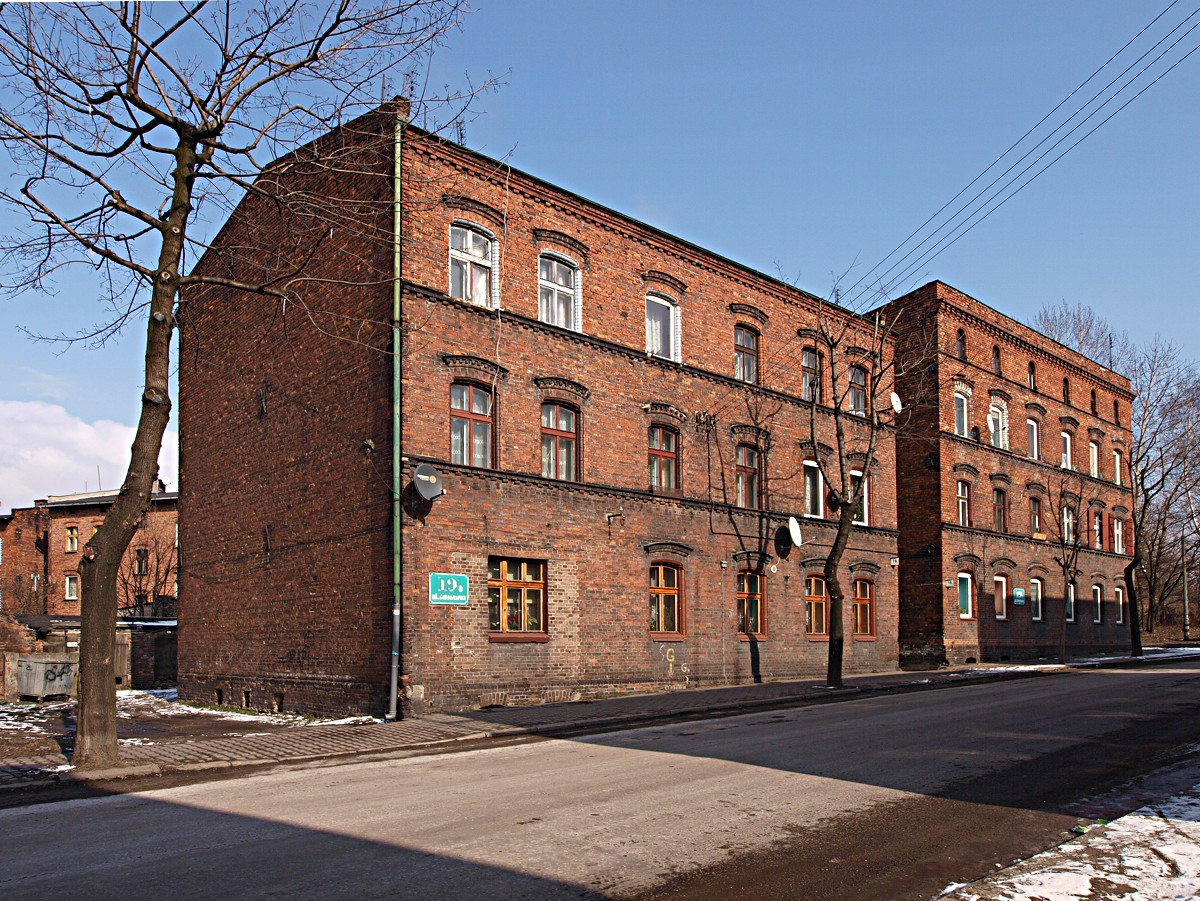
Kościół pw. Ducha Świętego (2012)